# Àrea Metropolitana de Pittsburgh
L'àrea metropolitana de Pittsburgh és l'àrea metropolitana que envolta la ciutat de Pittsburgh, Pennsilvània. És famosa per les seves indústries com l'acer, el vidre i el petroli, d'altra banda, la seva economia també es nodreix de la salut, l'educació, la tecnologia, la robòtica, serveis financers i, més recentment, la cinematografia. La regió és una àrea emergent de producció les companyies de petroli i de gas natural Marcellus Shale, La ciutat és seu d'importants institucions financeres mundials incloent PNC Financial Services (la cinquena banca més gran dels EUA), Federated Investors i la seu regional de BNY Mellon.

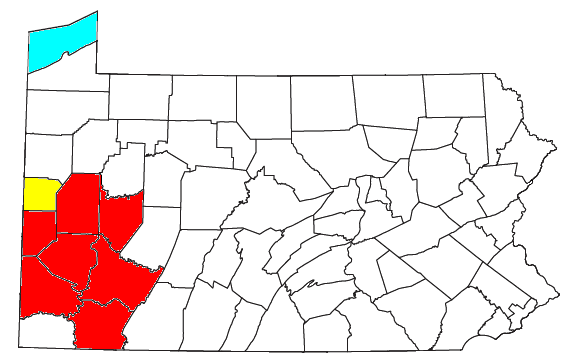
Mapa de l'àrea combinada (CSA) de Pittsburgh-New Castle, composta de les següents parts:
Àrea Metropolitana Estatal de Pittsburgh
Àrea Micropolitana Estatal de New Castle

## Definició
L'àrea metropolitana d'estat (Metropolitan Statistical Area) de Pittsburgh (també anomenat Gran Pittsburgh), tal com es defineix per l'Oficina del Cens dels Estats Units, és una zona que consta de set comtats a l'oest de Pennsilvània, ancorat per la ciutat de Pittsburgh. En el cens de 2010, el MSA tenia 2.356.285 i té una superfície de 5.343 milles quadrades (5.706 amb el Comtat de Lawrence inclosos en l'àrea estadística combinada). Pittsburgh és part de la megalòpolis dels Grans Llacs que conté un estimat de 54 milions de persones.
L'àrea metropolitana d'estat (MSA) de Pittsburgh inclou els comtats d'Allegheny, Armstrong, Beaver, Butler, Fayette, Washington i Westmoreland. L'àrea estatal combinada de Pittsburgh - New Castle (CSA) es compon de vuit comtats a l'oest de Pennsilvània. L'àrea estatal inclou els set comtats de l'àrea metropolitana de Pittsburgh i l'àrea micropolitana de New Castle amb el comtat de Lawrence. Segons el cens de 2010, La CSA tenia 2.447.393.